# Hotchkiss M1929 13,2 mm
La Hotchkiss M1929 13,2 mm era una ametralladora pesada diseñada y fabricada por la empresa Hotchkiss et Cie desde finales de la década de 1920 hasta la Segunda Guerra Mundial, en donde fue empleada por las Fuerzas Armadas de diversos países, incluyendo a Francia, Italia y Japón, siendo fabricada bajo licencia en estos dos últimos países.

## Desarrollo
A finales de la década de 1920, la Hotchkiss diseñó una gama de armas antiaéreas automáticas de calibre 13,2 mm y 37 mm. Todas estaban basadas en el mismo tipo de mecanismo accionado por los gases del disparo empleado en la ametralladora Hotchkiss M1914, que demostró ser sumamente fiable durante la Primera Guerra Mundial y aún se encontraba en servicio. La Hochkiss M1929 13,2 mm inicialmente disparaba el cartucho 13,2 x 99, pero en 1935 fue modificada para disparar el cartucho 13,2 x 96. Esta ametralladora era alimentada desde un cargador curvo de 30 cartuchos, que se insertaba sobre el cajón de mecanismos. Tenía una cadencia teórica de 450 disparos/minuto, pero en la práctica era de 200-250 disparos/minuto porque el cambio de cargadores limitaba su cadencia.   
Hotchkiss también publicitó la ametralladora calibre 13,2 mm como un arma de infantería, que podía montarse sobre trípodes convencionales y ser empleada contra vehículos con blindaje ligero. Pero los comandantes franceses de infantería que estaban interesados en adquirir armas antiaéreas ligeras rechazaron a la Hotchkiss 13,2 mm, argumentando que las pesadas balas disparadas podrían caer sobre sus propias tropas, por lo que escogieron armas de mayor calibre que empleaban proyectiles explosivos. Sin embargo, la Hotchkiss 13,2 mm fue ampliamente utilizada como artillería antiaérea naval, también siendo elegida para emplearse a bordo de algunos vehículos blindados de caballería. 

## Empleo

### Como arma antiaérea terrestre
La Fuerza Aérea Francesa empleaba una batería doble montada sobre un trípode y denominada Mitrailleuse de 13,2 mm CA mle 1930, para la defensa de corto alcance de sus aeródromos y otras ubicaciones estratégicas.
Tuvo dos versiones:
- La primera era una ametralladora con culata y pistolete, que iba montada sobre un afuste antiaéreo y antitanque. Este tenía una cola dividida y dos ruedas, pesando 117 kg sin la ametralladora y 155 kg con la ametralladora montada. Cuando el brazo pivotante sobre el cual iba montada la ametralladora se bloqueaba hacia arriba, podía emplearse como arma antiaérea. Cuando el brazo pivotante era fijado en posición horizontal y se desplegaba un bípode, podía emplearse como un arma antitanque. Cuando la ametralladora era reubicada y se cerraban las dos secciones de la cola de su afuste, era acoplada detrás de su armón, el cual era remolcado por un caballo o por el propio artillero.
- La segunda era un trípode fijo con un asiento y una mira antiaérea para el artillero. El trípode para una ametralladora pesaba 120 kg sin el arma y 160 kg con el arma montada. La batería doble pesaba 225 kg sin sus ametralladoras y 300 kg con sus armas montadas.

### Como armamento naval
Al inicio de la Segunda Guerra Mundial, la Marina Francesa, la Regia Marina y la Armada Imperial Japonesa empleaban baterías dobles y cuádruples en varios de sus buques de guerra. A los buques de guerra franceses que fueron reequipados en los Estados Unidos en 1943, como el acorazado Richelieu o el destructor Le Terrible, se les reemplazaron sus ametralladoras de 13,2 mm por los más efectivos cañones automáticos Oerlikon 20 mm.
En Italia, la Società Italiana Ernesto Breda produjo bajo licencia esta ametralladora como la Breda M31. Fue empleada como arma antiaérea a bordo de buques, submarinos y trenes blindados de la Regia Marina. Después de la Segunda Guerra Mundial, fue empleada a bordo de las lanchas patrulleras de la Guardia di Finanza.  
La Armada española compró esta arma en diciembre de 1935 y la usó durante la Guerra Civil (donde se montó en varios destructores y cruceros de la Armada Republicana). 
La fábrica de municiones del Ejército "Pirotecnia Militar" (Sevilla) produjo sus cartuchos después de 1939.

### Como armamento terrestre
Durante la década de 1930 se probaron varias armas antiaéreas autopropulsadas, montadas sobre vehículos Citroën-Kegresse o Berliet, pero ninguno de estos fue producido en masa. La Hotchkiss M1929 13,2 mm también fue empleada en el tanque ligero belga Vickers T15, el tanque ligero Renault AMR 35, el automóvil blindado Laffly 80 AM y en fortificaciones. Las tropas de la Francia Libre emplearon ametralladoras autopropulsadas montadas sobre afustes artesanales, con ametralladoras recuperadas de los buques franceses en África nororiental en 1942. La Breda M31 fue empleada como ametralladora antiaérea y armamento principal a bordo de los tanques de mando del Regio Esercito, así como en las tanquetas L3/33 vendidas a Brasil. Los japoneses armaron sus tanquetas Tipo 92 Jyu-Sokosha con la versión producida bajo licencia de esta ametralladora, reemplazando el armamento principal original compuesto por dos ametralladoras Tipo 96 de 6,5 mm.

## Usuarios
- Alemania nazi - empleó ametralladoras capturadas, con la designación MG 271(f).
- Bélgica
- Brasil
- Francia
- Grecia
- Israel
- Italia - Fue fabricada bajo licencia como la Breda M31.
- Imperio del Japón - Fue fabricada bajo licencia con la designación de Tipo 93.[5]
- Polonia - Recibió la designación wz.30.
- República de China
- Rumania - Compró 200 antes de la caída de Francia.[6]
- Segunda República Española
- Yugoslavia

## Galería

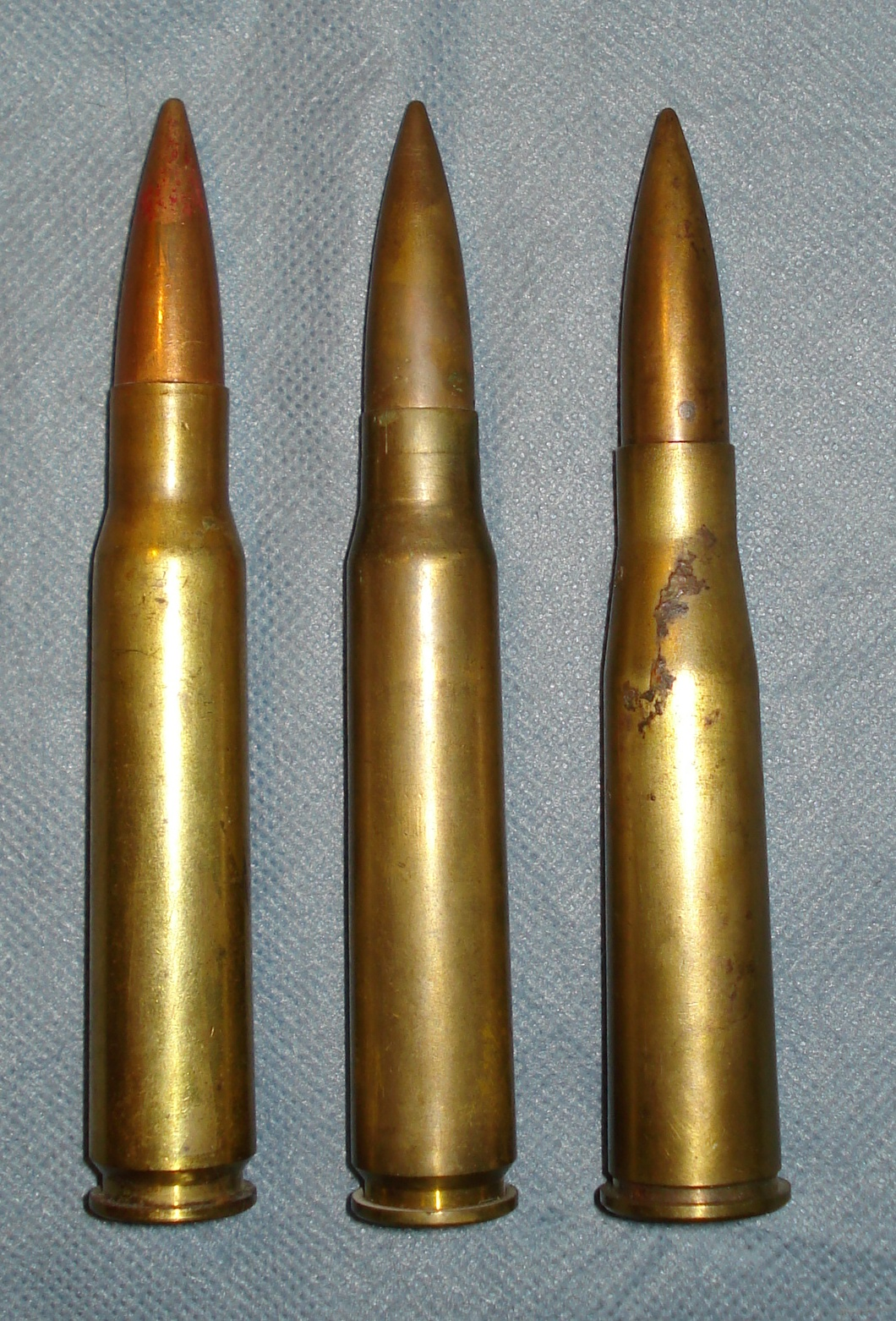
Tres cartuchos de calibre 13,2 mm: 13,2 x 99 Hotchkiss Largo M29, 13,2 x 96 Hotchkiss Corto M35 y 13,2 x 92 TuF.
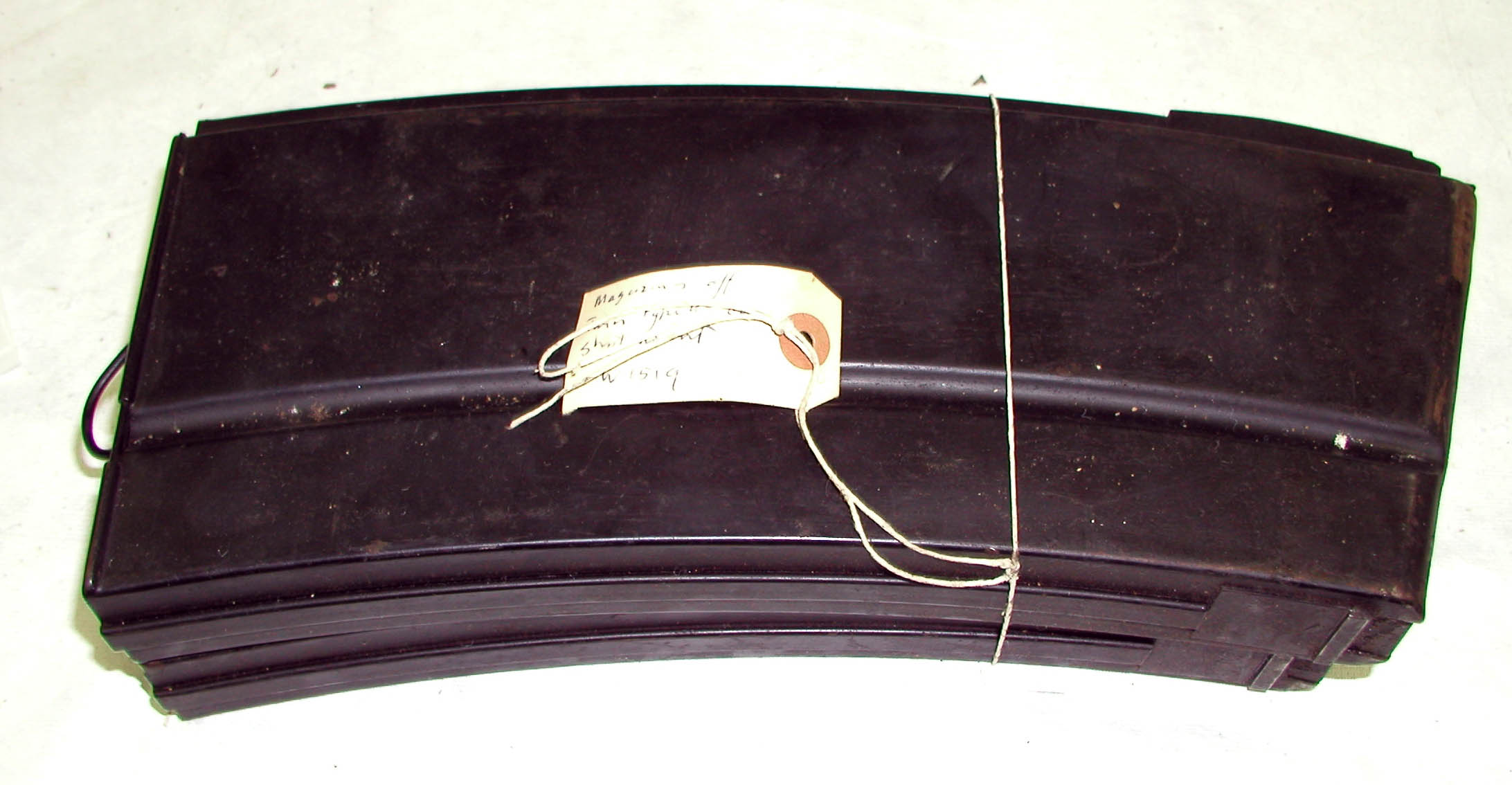
Dos cargadores japoneses de 30 cartuchos.
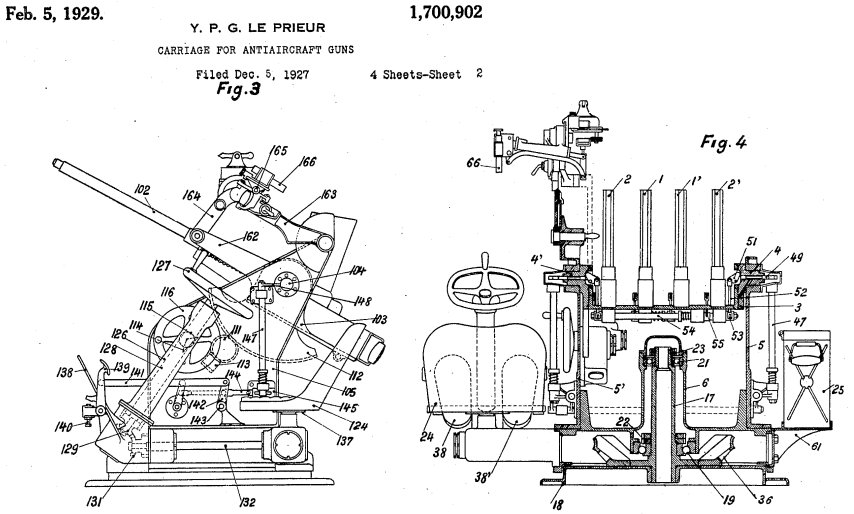
Batería naval cuádruple, ilustrada en el US Patent 1700902 depositado por Yves Le Prieur.
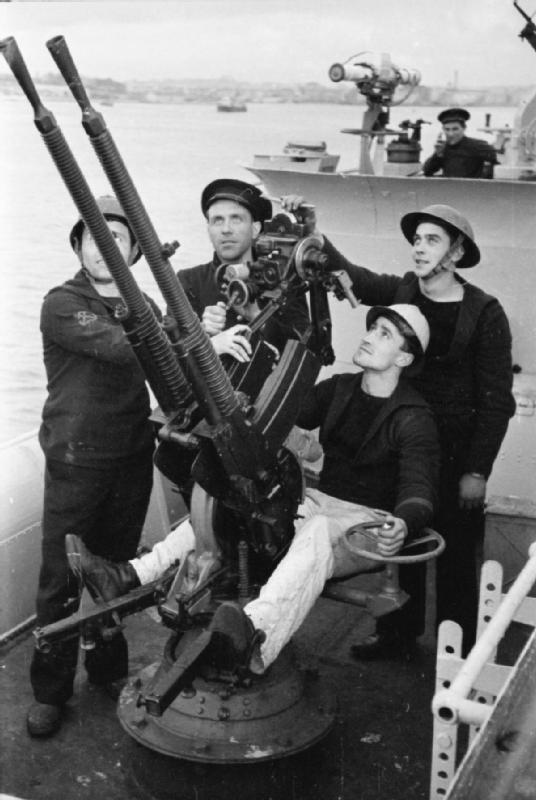
Batería doble a bordo de un buque de la Armada de la Francia Libre.
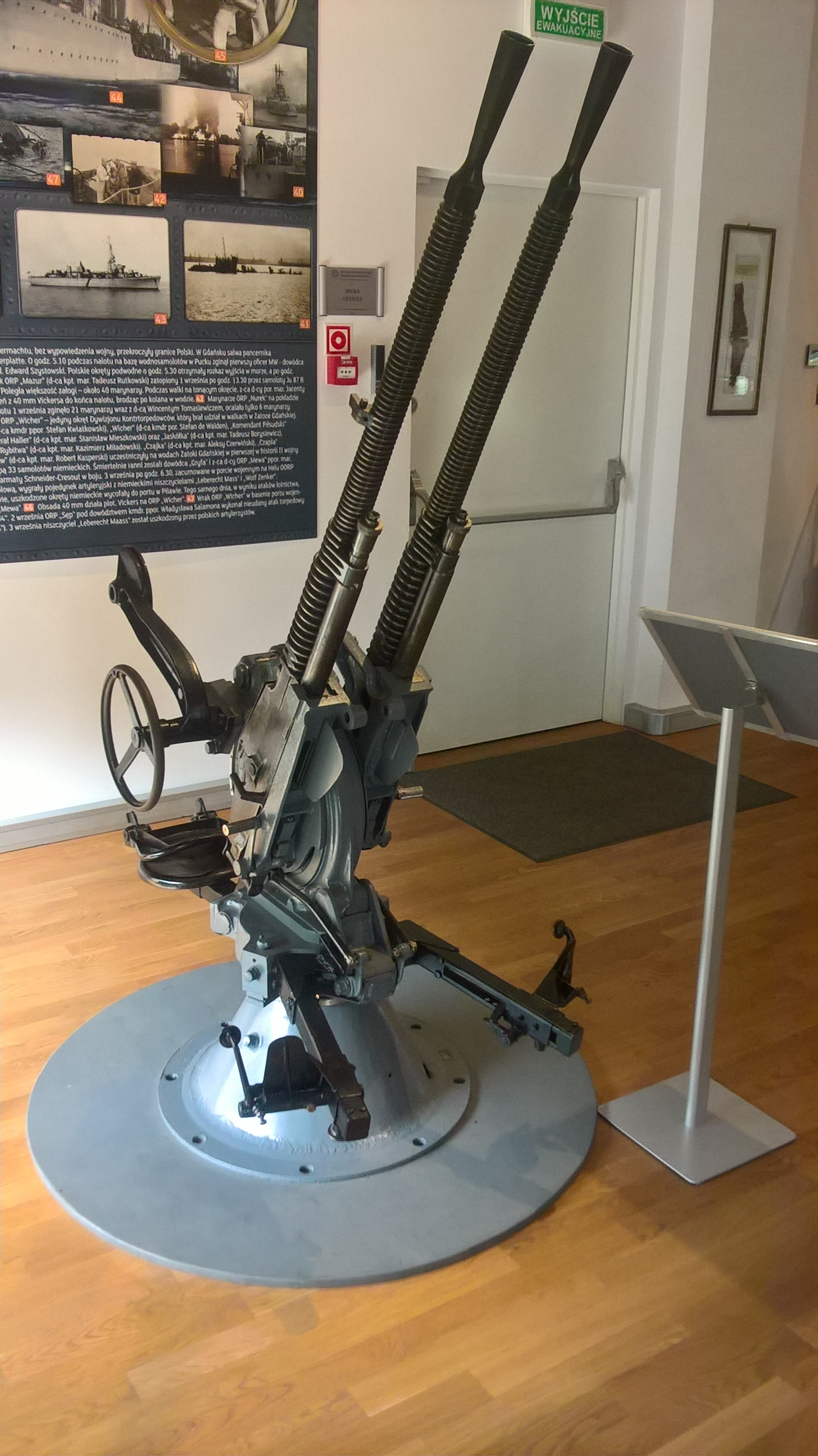
La batería doble de wz.30 del submarino polaco ORP Żbik.
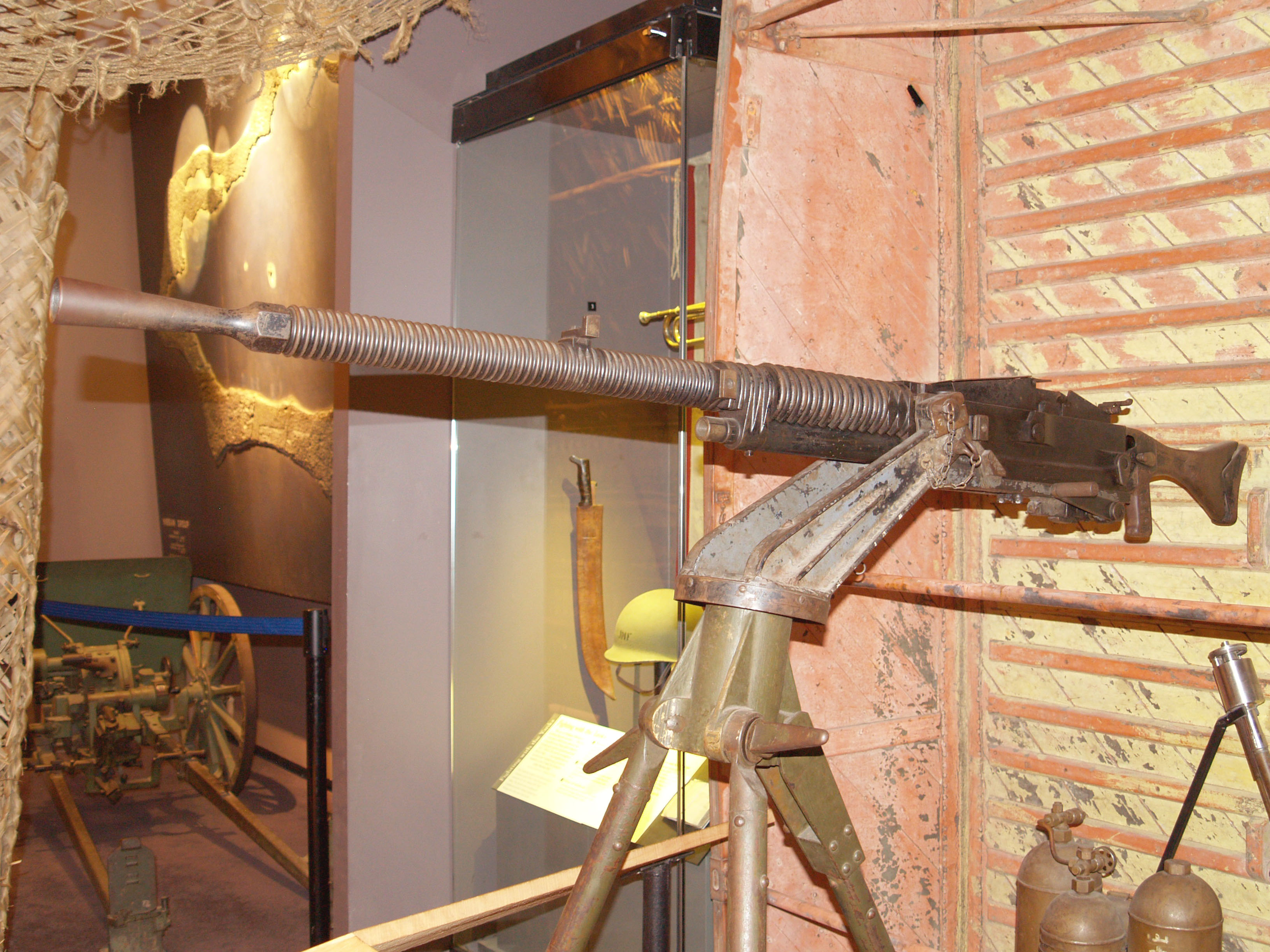
Una Tipo 93 montada sobre trípode.
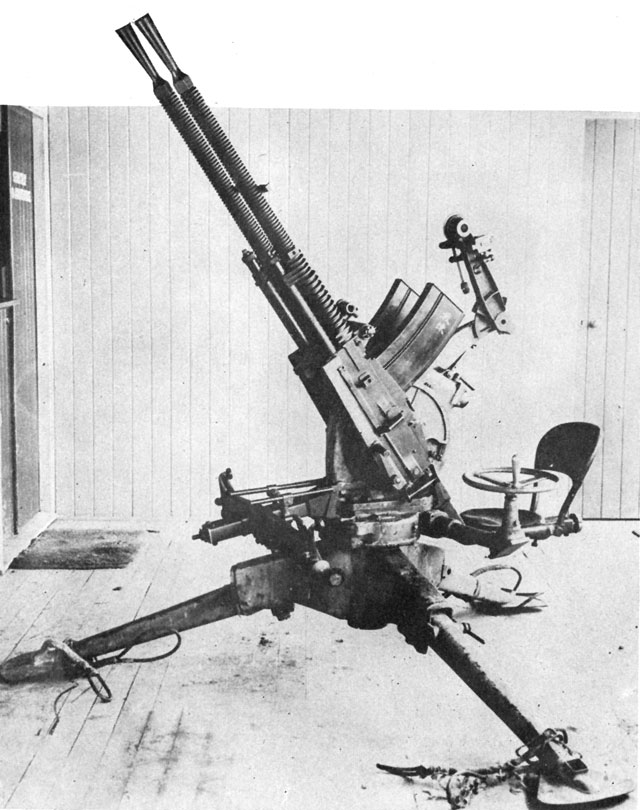
Batería doble japonesa, con sus Tipo 93.
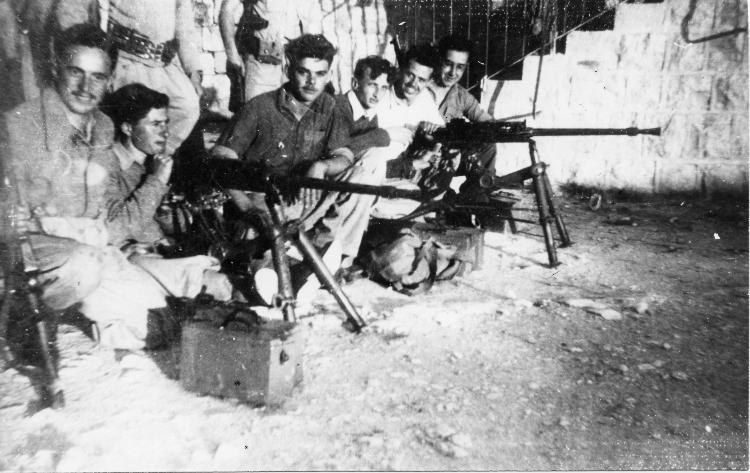
La Brigada Yiftach con sus Hotchkiss M1929 13,2 mm durante la batalla por Safed, 1948.